# Syktyvkar
Syktyvkar (en russe : Сыктывкар, en komi : Сыктывкар) est une ville de Russie et la capitale de la république des Komis. Sa population s'élevait à 241 982 habitants en 2014.

## Géographie
Syktyvkar se trouve à l'ouest de l'Oural, à 1 005 km au nord-est de Moscou.
La ville est construite sur la rive gauche de la Vytchegda, dans le delta de la Syssola sous le nom d'Oust-Syssolsk (ce qui signifie « embouchure de la Syssola » en russe). Les Komis qui habitent la région nomment en komi Syktyv la rivière Syssola.

## Histoire

### Préhistoire
Dans la périphérie nord-est de la Syktyvkar, entre le village d'Ozel et le village de Sedkyrkechtch, sur les rives du lac Enty, d'anciennes habitations datant de l'ère néolithique ont été découvertes.

### XVIeetXVIIesiècles
L'histoire de Syktyvkar commence au XVIe siècle, avec l'habitation de Zyryansk par des personnes qui venaient des villages situés plus haut le long de la rivière Syssola[pas clair].
La colonisation de la zone s'est faite rapidement, car elle a été facilitée par la position géographique de Syktyvkar au confluent des deux rivières navigables — la Vytchegda et la Syssola, qui représentaient à l'époque une grande voie navigable reliant le territoire de l'actuelle république des Komis à la région de Sibérie et de la région de l'actuel Kraï de Perm, d'abord par des « portages », puis par le « canal nord de Catherine », spécialement construit sur le territoire de l'actuel raïon d'Oust-Koulom de la république des Komis.
Le cimetière d'Oust-Syssola, situé au confluent de la rivière Syssola et de la Vytchegda, a été mentionné pour la première fois dans le centième livre des scribes de Yaren en 1586.
Il y avait une église de Saint-George en bois et 9 fermes : 3 cours du clergé de l'église et 6 fermes paysannes. Le cimetière comptait 48 habitants.
Près du cimetière, sur le territoire de la ville moderne, il y avait les hameaux de Kamenny, Emovsky, Ereminsky, Ivanovsky, Fedorovsky, Kamenisty, Ivan Vezhov, Orinitsa, Borovinka, Ilyinsky, Gudnikovo, le village de Petrovskaya la colonie de Chulgin.
Selon l'historien Mikhaïl Rogatchev, en 1586, le cimetière d'Oust-Syssolsk était déjà le centre administratif et ecclésiastique de la paroisse, puisqu'il contenait la plus ancienne église d'Oust-Syssolsk, construite en bois.

### XVIIIeetXXesiècles
Par le décret de Catherine II du 25 janvier 1780, le gouvernement de Vologda a été formé dans un ensemble de dix-neuf comtés.
Dans ce cadre, le village d'Oust-Syssola a été transformé en chef-lieu d'Oust-Syssolsk.
Selon le cadastre général, il y avait à cette époque 324 maisons dans la ville, dans lesquelles vivaient 1727 personnes.
Le 10 février 1780, l'impératrice Catherine II donne le statut de ville à Syktyvkar.
Le 10 septembre 1780, dans la maison du marchand Soukhanov, en présence d'importants fonctionnaires provinciaux de Vologda, une inauguration officielle de la nouvelle ville eut lieu avec un dîner.
Les célébrations ont été annoncées par la sonnerie de la cloche de la cathédrale de la Trinité.
Le 2 octobre 1780 (13 octobre dans le calendrier grégorien), les armoiries d'Oust-Syssolsk ont été approuvées, qui représentaient un dessin, dans la moitié inférieure duquel un ours était représenté allongé dans une tanière.
En 1784, des villages voisins ont été ajoutés au chef-lieu : Kiroul, Podgorye, Half, Kokoulkar, Tentyoukovgrezd, Mikoul et plusieurs autres.
En 1795, il y avait 1753 marchands et commerçants à Oust-Syssolsk.
En 1833, il y avait 487 cours, 4 églises, une école religieuse avec 45 élèves, un hôpital avec 6 lits, 2390 personnes, la plus grande partie d'entre eux étant des Komis.
Au XIXe siècle, Oust-Syssolsk s'est transformé en un grand centre commercial du Nord. Les routes commerciales de Petchora, Perm et Vyatka y convergent. En 1858, 3167 personnes vivaient dans la ville.

### Époque soviétique
Conformément au décret du Comité exécutif central panrusse du 22 août 1921, Oust-Syssolsk est devenu le centre administratif de la nouvelle région autonome des Komis.
En février 1924, lors d'une réunion municipale des communistes, le secrétaire du Comité régional du RKP (b) de la région autonome de Komi Afanassy Tchirkov proposa de renommer Oust-Syssolsk en « Vladimir-Lénine ». Malgré la volonté et le soutien des communistes venant du secrétaire du comité régional, le changement de nom n'a pas eu lieu,.
Par un décret du Présidium du comité central de l'Union soviétique du 26 mars 1930, en l'honneur du 150e anniversaire du statut de la ville, Oust-Syssolsk reçut le nom en langue komi de Syktyvkar (Syktyv est le nom komi de la Syssola, et kar signifie « ville »),.
En 1930, une scierie, une imprimerie, une centrale électrique, des établissements d'enseignement avec 1667 étudiants, des établissements médicaux (173 lits), 17 établissements commerciaux fonctionnaient dans la ville.
Depuis le 5 décembre 1936, Syktyvkar est la capitale de la république socialiste soviétique autonome des Komis ou ASSR Komi (aujourd'hui la république des Komis).
Selon le recensement de 1959, la population de Syktyvkar était de 64 000 personnes.
En 1989, 242 000 personnes vivaient à Syktyvkar, dont 225 800 vivaient dans la ville même (dont 57 600 dans le district d'Ezhva), 4 300 personnes à Verkhnyaya Maksakovka, 289 dans le Verkhnyaya Myrtyyu et 690 à Vyltydor , à Krasnozatonsky - 9100, à Sedkyrkeshche - 2412, à Trekhozerka - 491 personnes.

## Population
Recensements (*) ou estimations de la population
| 1782  | 1795  | 1825  | 1833  | 1840  |
| ----- | ----- | ----- | ----- | ----- |
| 1 727 | 1 753 | 2 258 | 2 393 | 3 113 |

| 1847  | 1856  | 1863  | 1867  | 1870  |
| ----- | ----- | ----- | ----- | ----- |
| 3 212 | 3 039 | 3 477 | 3 539 | 3 570 |

| 1885  | 1897  | 1910  | 1913  | 1920  |
| ----- | ----- | ----- | ----- | ----- |
| 4 225 | 4 464 | 5 260 | 5 600 | 2 813 |

| 1923  | 1926  | 1931  | 1937   | 1939   |
| ----- | ----- | ----- | ------ | ------ |
| 4 217 | 5 068 | 7 700 | 18 260 | 24 000 |

| 1959   | 1967    | 1970    | 1973    | 1976    |
| ------ | ------- | ------- | ------- | ------- |
| 64 461 | 102 000 | 125 088 | 142 000 | 157 000 |

| 1979    | 1982    | 1986    | 1989    | 1992    |
| ------- | ------- | ------- | ------- | ------- |
| 170 980 | 186 000 | 218 000 | 232 117 | 225 800 |

| 1996    | 1998    | 2000    | 2001    | 2002    |
| ------- | ------- | ------- | ------- | ------- |
| 229 600 | 230 800 | 229 700 | 228 100 | 230 011 |

| 2003    | 2004    | 2005    | 2006    | 2007    |
| ------- | ------- | ------- | ------- | ------- |
| 230 000 | 228 000 | 228 900 | 229 000 | 229 200 |

| 2008    | 2009    | 2010    | 2011    | 2012    |
| ------- | ------- | ------- | ------- | ------- |
| 231 000 | 232 961 | 235 006 | 240 112 | 238 586 |

| 2013    | 2014    | 2015    | 2016    | 2017    |
| ------- | ------- | ------- | ------- | ------- |
| 240 111 | 241 982 | 242 718 | 243 536 | 244 646 |

| 2018    | 2019    | 2021    | 2023    | - |
| ------- | ------- | ------- | ------- | - |
| 245 083 | 244 797 | 220 580 | 220 042 | - |

## Climat
Syktyvkar bénéficie d'un climat de type continental avec de fortes amplitudes thermiques saisonnières. L'hiver est très froid et l'été (période durant laquelle les températures moyennes journalières sont supérieures à 15 °C) est bref. La neige recouvre le sol en moyenne 149 jours par an de la mi-octobre à la mi-avril. Le manteau neigeux peut atteindre une épaisseur de 127 cm à la fin de l'hiver (la valeur moyenne est de 57 cm en mars).
- Température record la plus froide : −46,6 °C (janvier 1973)
- Température record la plus chaude : 35,3 °C (juin 1963)
- Nombre moyen de jours avec de la neige dans l'année : 153
- Nombre moyen de jours de pluie dans l'année : 122
- Nombre moyen de jours avec de l'orage dans l'année : 19
- Nombre moyen de jours avec du blizzard dans l'année : 26

| Mois                              | jan.  | fév.  | mars | avril | mai  | juin | jui. | août | sep. | oct. | nov.  | déc.  | année |
| --------------------------------- | ----- | ----- | ---- | ----- | ---- | ---- | ---- | ---- | ---- | ---- | ----- | ----- | ----- |
| Température minimale moyenne (°C) | −19,1 | −16,2 | −8,3 | −3,3  | 3,1  | 9,3  | 11,6 | 7,8  | 3,5  | −1,8 | −10,7 | −14,1 | −3,2  |
| Température moyenne (°C)          | −15,2 | −12,8 | −5,3 | 1,4   | 8,1  | 14,7 | 17,1 | 13,3 | 7,5  | 0,7  | −7,3  | −11,7 | 0,9   |
| Température maximale moyenne (°C) | −11,4 | −8,3  | 1,4  | 6,5   | 13,8 | 20,4 | 22,4 | 17,7 | 11,3 | 3,5  | −4,9  | −7,3  | 5,4   |
| Précipitations (mm)               | 34    | 29    | 26   | 32    | 41   | 70   | 69   | 62   | 56   | 61   | 48    | 41    | 569   |

## Transports
La ville est desservie par l'aéroport de Syktyvkar (en) and aérodrome du sud-ouest de Syktyvkar (en).
Syktyvkar est l'extrémité de la route  (Tcheboksary-Kirov-Syktyvkar) longue de 872 kilomètres.
La gare de Syktyvkar (ru) à des liaisons avec Moscou, Saint-Pétersbourg, Usinsk, Koslan et Vorkuta.

## Jumelages
| Ville | Ville     | Pays | Pays        | Période               |
| ----- | --------- | ---- | ----------- | --------------------- |
|       | Atyraou   |      | Kazakhstan  |                       |
|       | Cullera   |      | Espagne     | depuis 1997           |
|       | Debrecen, |      | Hongrie     | depuis 1992           |
|       | Kemer     |      | Turquie     |                       |
|       | Los Altos |      | États-Unis  | depuis 1998           |
|       | Lovetch,  |      | Bulgarie    | depuis le 27 mai 1980 |
|       | Mahiliow  |      | Biélorussie |                       |
|       | Taiyuan   |      | Chine       | depuis 1994           |

## Galerie

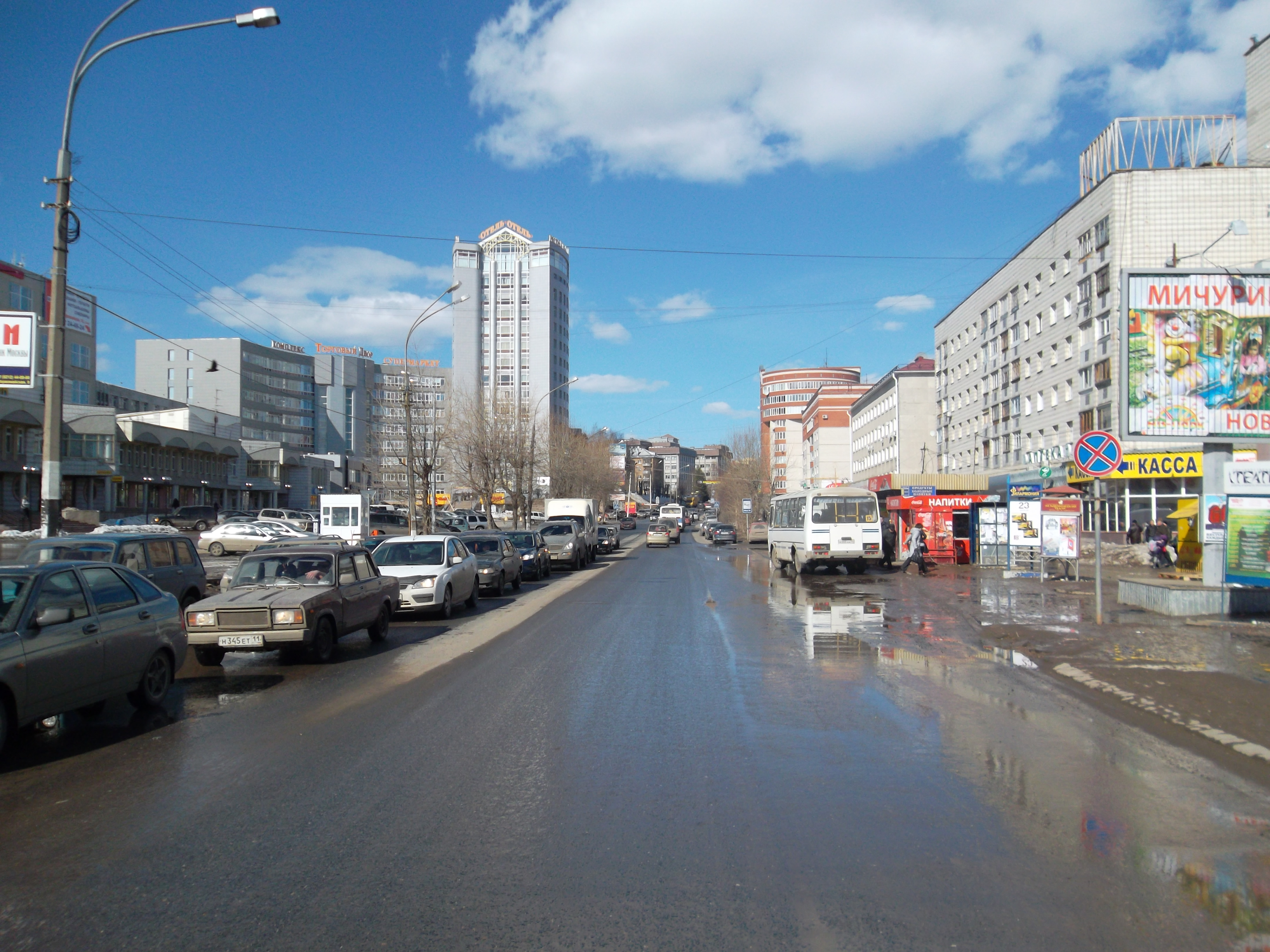
Une rue du centre-ville.
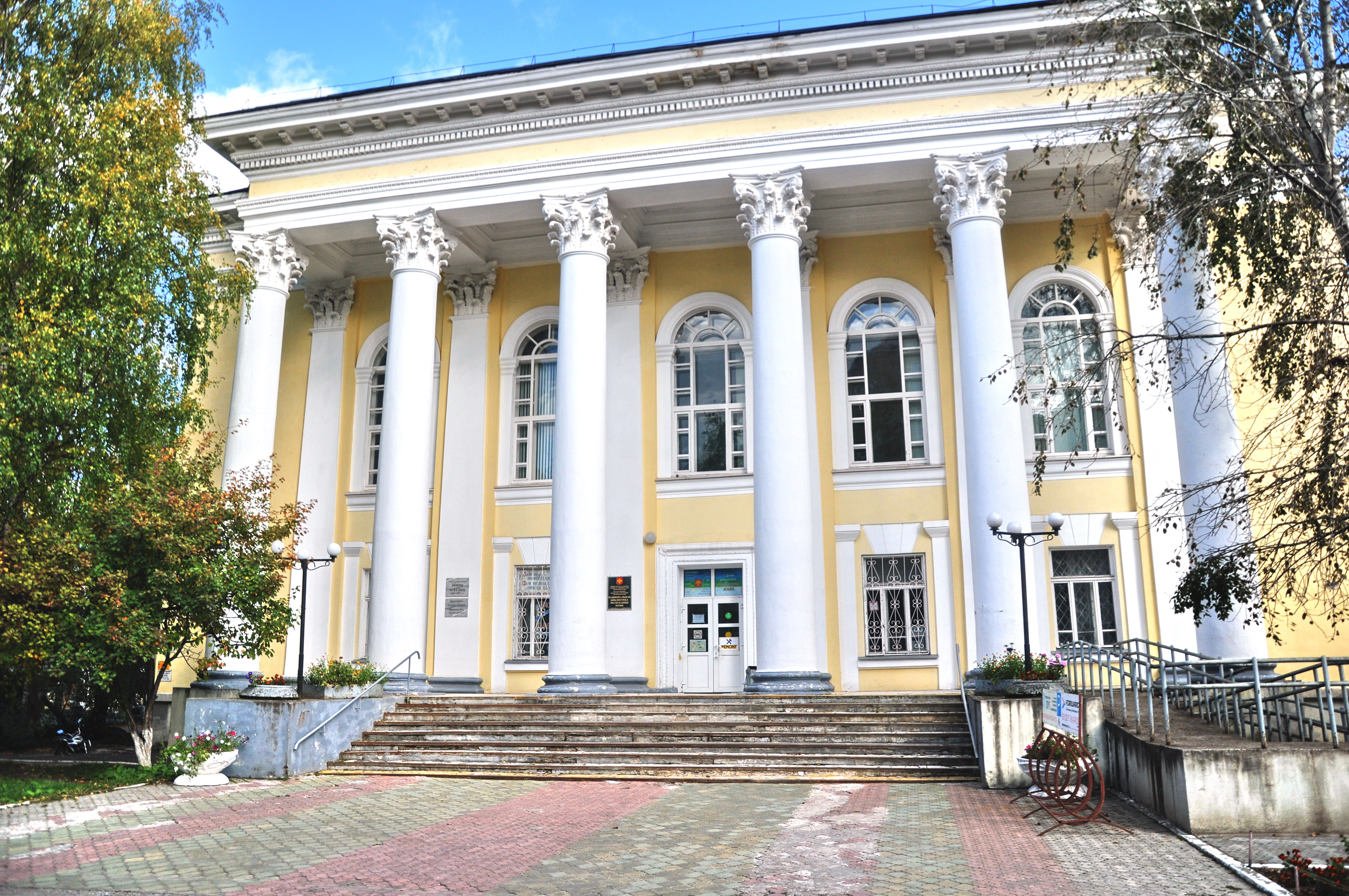
Bibliothèque nationale.
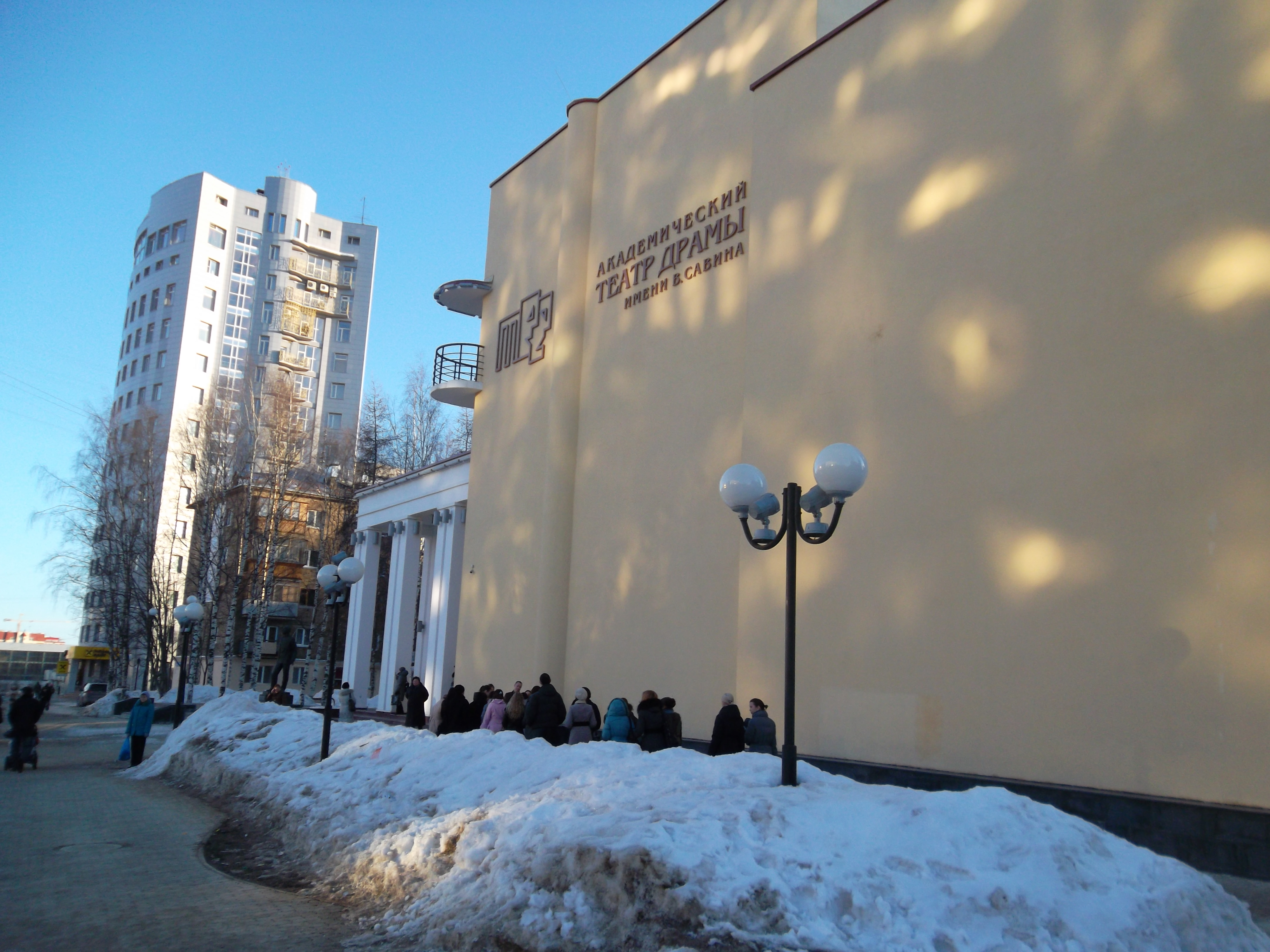
Théâtre dramatique académique.
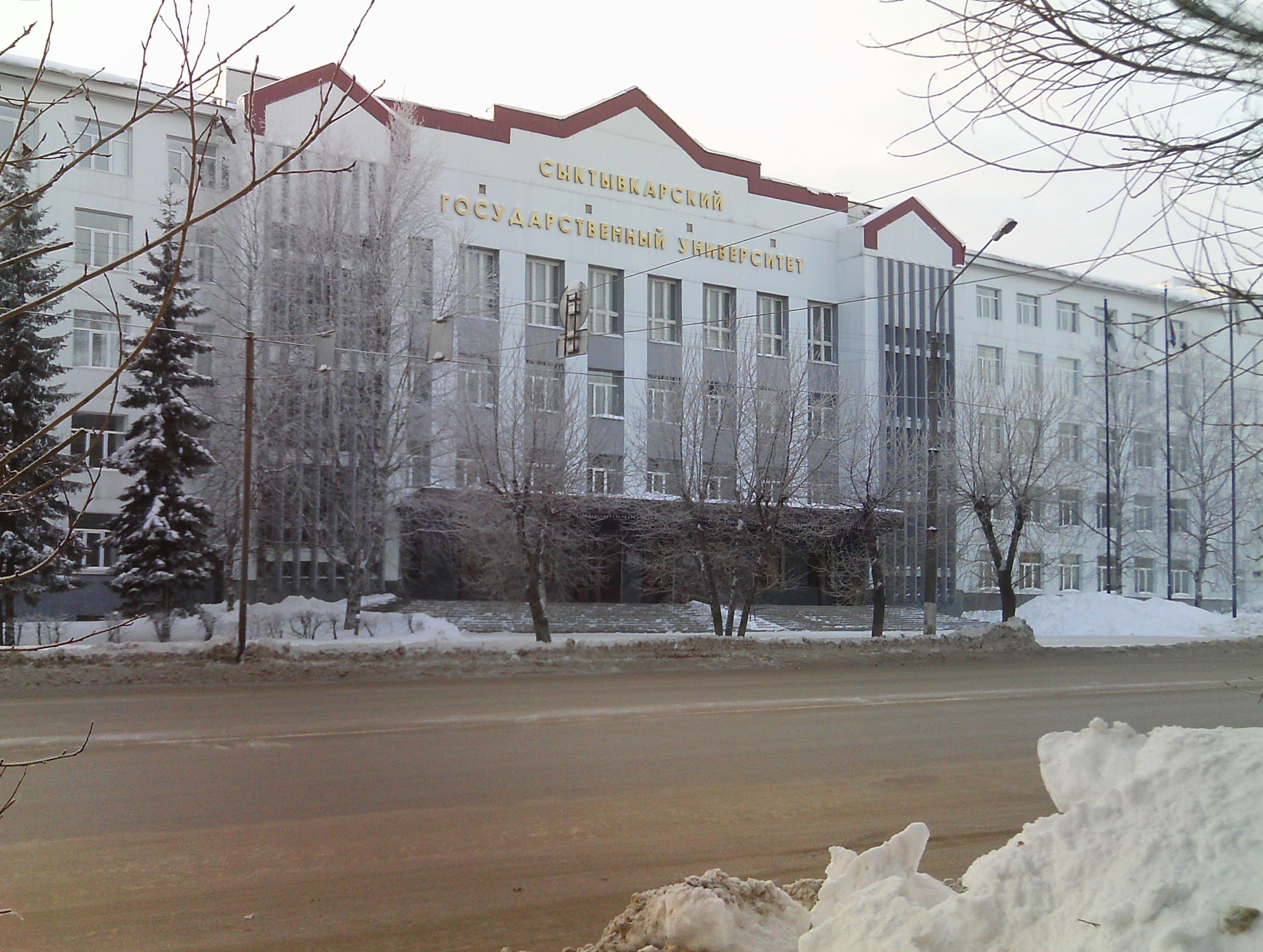
Bâtiment principal de l'université.
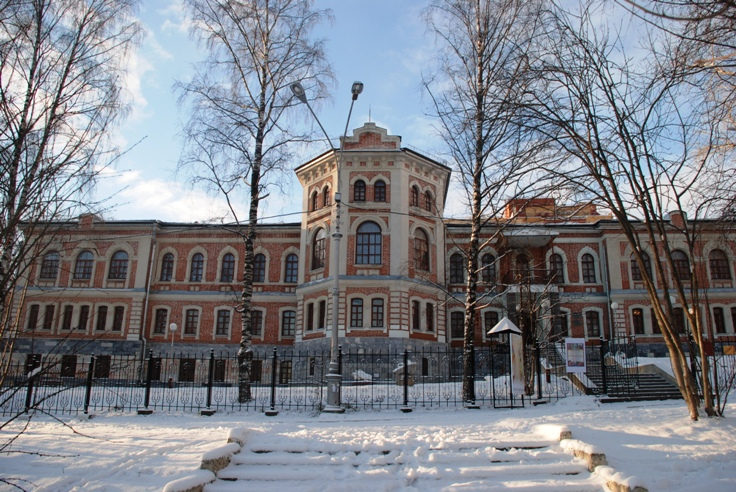
La galerie nationale.
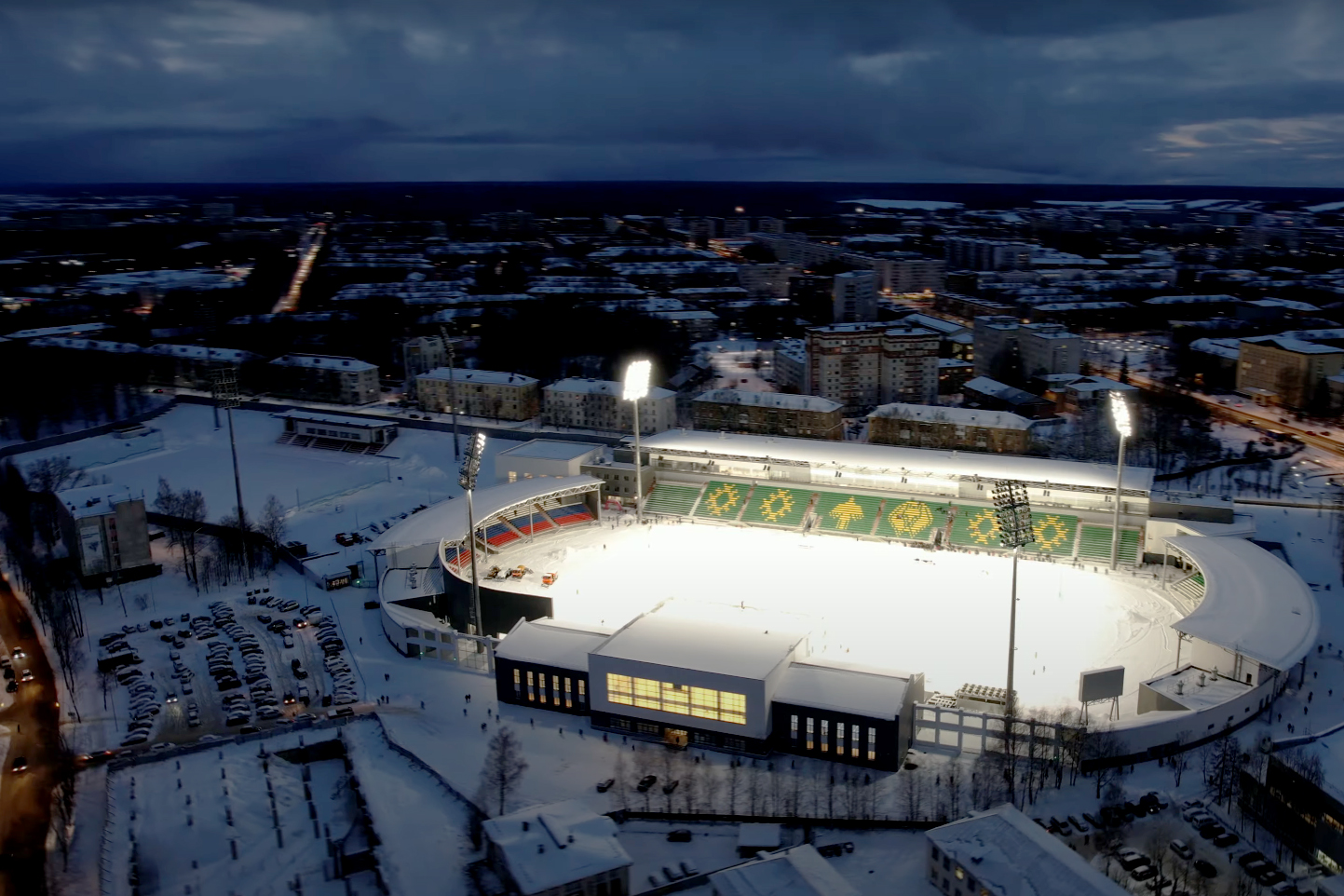
Stade de la république des Komis.
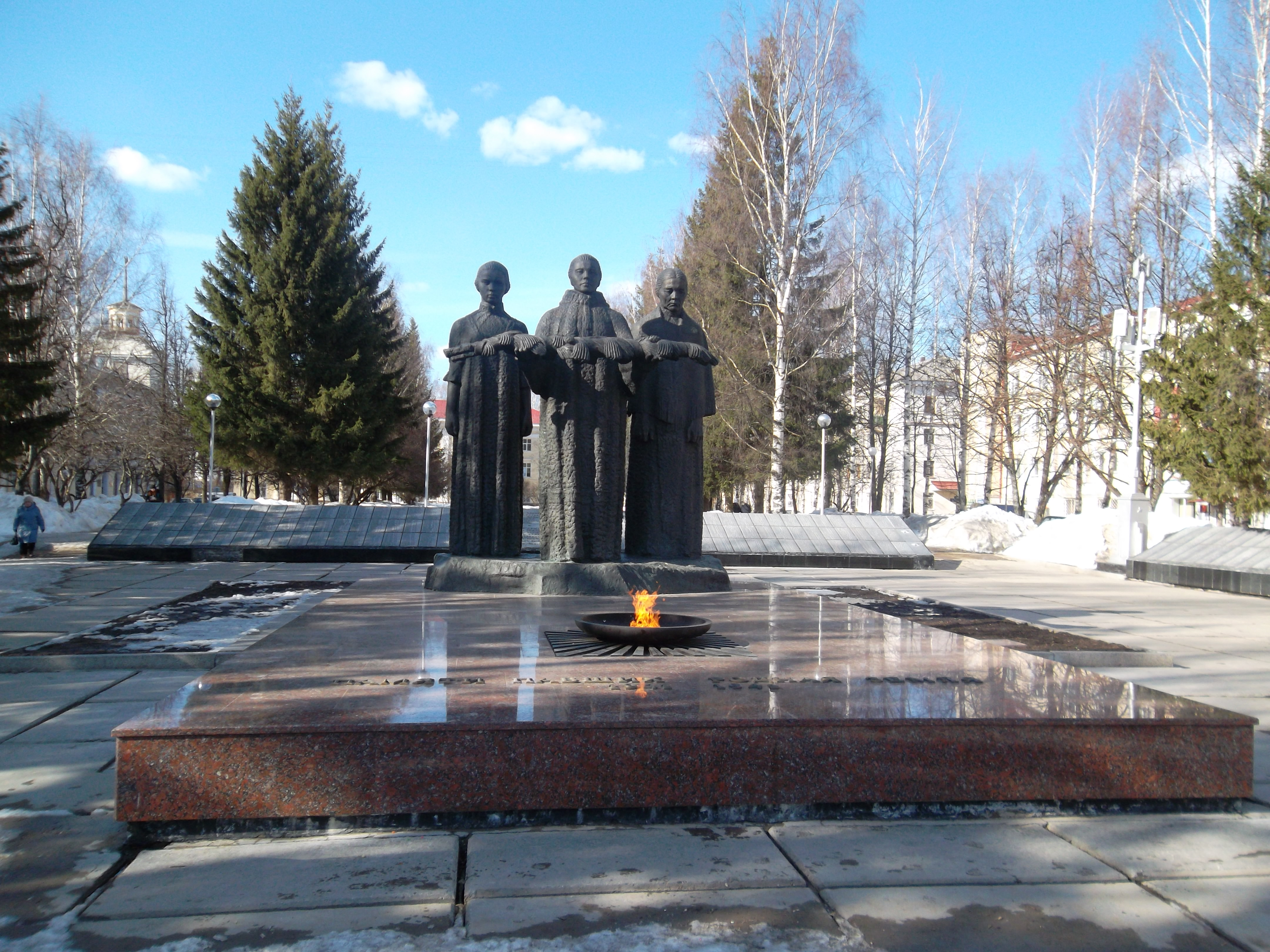
Complexe commémoratif à Syktyvkar.